# Alton Towers
Az Alton Towers élménypark Alton település környékén, Staffordshire megyében, Angliában (Egyesült Királyság) található. Évente mintegy 2.800.000 látogató keresi fel, így a második leglátogatottabb szórakoztató park az Egyesült Királyságban, de az európai rangsorban is az előkelő 11. helyet foglalja el. A Merlin Entertainments által üzemeltetett park Alton és Stoke-on-Trent között fekszik és a cég legnagyobb projektje. Nevét az itt található, azonos nevű, neogótikus, tipikus angol, vidéki kastélyról kapta. Az élménypark mellett két szálloda, és az Alton Towers Waterpark – vízi élményvilág is várja az ide látogatókat. Nagy népszerűsége miatt, már 11 parkolót alakítottak ki körülötte.

## Néhány főbb attrakció
- Nemesis, Európa első fordított hullámvasútja.
- Oblivion, a világ első függőlegesen zuhanó hullámvasútja.
- Air, a világ első repüléses hullámvasútja.
- Rita, launched – kilőtt hullámvasút, amely 2,2 másodperc alatt gyorsul 100 km/h sebességre.
- Th13teen, a világ első vízszintesen szabadeséssel zuhanó hullámvasútja.

## Történet

### A park kezdetben
Az Alton Towers kezdetben vadászház volt, s akkoriban Alveton Lodge vagy Alverton néven emlegették, amely Alton az ősi neve. Három emeletes volt, s a régi épület egyik tornya még a jelenlegi kastélynak is része. Az épületet két részre osztották, az egyik részt bérbe adták, a másikat a Talbot család használta nyári rezidenciának.
XV. Charles Talbot gróf kezdte el a ház megújítását, és kezdeményezte a kert létrehozását a 19. század kezdetén. Az 1800-as évek elején, 13.000 fát ültettek a területen. 1811-ben, megkezdődtek a fő munkálatok a házon. Az elkövetkező tíz évben, több új helyiség épült: a szalon, az étkező, a kápolna, a könyvtár, a nagy galéria, a különterem, a télikert és a bejárati csarnok. Ennek eredményeként a ház mérete megduplázódott és a teljes, felújított épület gótikus stílusban született újjá. Mindemellett a Zászló torony alapjait is lefektették. A házat átnevezték Alton Abbey (Alton Apátság) névre, de igazából nem folyt semmilyen vallási tevékenység. Több híresebb építész is dolgozott a házban, Thomas Allason, William Hollins és Thomas Hopper.
1814-ben Charles és felesége Altonba költözött állandó jelleggel és megkezdte a kert kibővítését a korábbi termőföldeken. Charles létrehozta az egyik legnagyobb kertet Nagy-Britanniában. Kialakított egy völgyet, amely a Churnet folyóba torkolt, s közben számos újdonságot létrehozott. Megépült a Pagoda szökőkút, amely a Cantonban lévő To Ho Pagoda kútjának pontos másolata. A működtetéshez a vizet a Ramshorn forrásból vette, amely számos tavat és medencét is táplált.
Az öntöttvasból készült télikerteket Robert Abrahams tervezte és jelenleg is használatban van, számos növénynek ad otthont. Az úgynevezett Svájci Villa adott otthont egy walesi hárfa művésznek. Jelenleg étteremként működik. A Stonehenge néven elhíresült épület, valamint az athéni Lysicrates emlékmű másolata is elkészült. Számos új kertet hoztak létre, köztük a Holland kertet, amely a télikertektől és a sziklakerttől balra található.

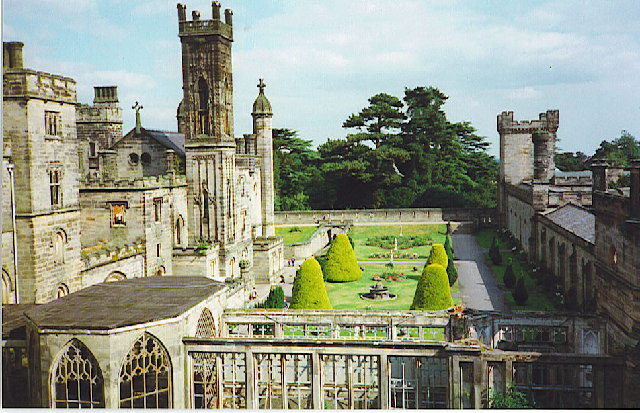
Alton Towers kastély

A gróf halála után, 1827-ben unokaöccse, John követte őt, aki befejezte a kertet és a házat. 1831-ben, a gróf Heythrop-i rezidenciája leégése után minden menthető dolgát Alton-ba hozta és oda is költözött. Augustus Pugin új bejárati csarnokot, különtermet, és számos további helyiséget tervezett a ház későbbi bővítésére. Ekkoriban keresztelték át Alton Towers-re. 1839-től különböző időpontokban a nyilvánosság előtt is megnyitotta kapuit.
A XVI. gróf 1852-ben halt meg. Az Alton Towers-t levélben unokatestvérére, (Bertram) hagyta. A ház bővítése 1856-ban készült el, s ezután már nem történtek további bővítések a későbbiek során.
Mivel Bertram nem volt közvetlen örököse a hagyatéknak, ezért a grófságot és a hagyatékot a norfolki herceg fiatalabbik fiára hagyta. Henry Chetwynd Talbot, a néhai gróf egy távoli rokona, nem nézte ezt jó szemmel, és pert indított annak megállapítására, kit illet a tulajdonjog. A döntés Henry Chetwynd Talbotnak kedvezett.
A ház ingóságainak tulajdonjoga azonban sohasem volt vitatott, így minden árverésre került. 4000 tételt értékesítettek 29 nap alatt. Az új gróf 1858-ban szerezte meg a titulust, és 1860-ban a birtokot. A gróf továbbra is lehetőséget biztosított, hogy a lakosság az év bizonyos időszakaiban látogathassa a birtokot, hogy a befolyt összegből fel tudja újítani a ház rászoruló részeit.
Az 1890-es években, a XX. Shrewsbury gróf, Charles Chetwynd Talbot elindította a hagyományos nyári ünnepségeket az Altonban, amelyet a kert, az emberek vonzotta tűzijáték, léggömbök, bohócok, és kínzóeszköz kiállítások színesítettek. 1896-ban, a gróf és a grófné különvált. A gróf Ingestre településre költözött, ahol megalapította a Talbot Car Company céget az 1900-as években. A grófné maradt Altonban, azonban, a ház állapota leromlott, mivel a gróf nem sokat fizetett a karbantartásokra, így birtok elhanyagolódott.
1918 novemberében, a gróf úgy döntött, hogy távollétében eladja a birtok többségi tulajdonát árverés útján. A gróf 1921-es halála után a grófné további két évig élt még a birtokon. 1924-ben a megmaradt ingatlanok eladásra kerültek. A vevő, William Bagshaw helyi üzletember volt, aki megalakította az Alton Towers Limited céget. Az eladási procedúra alatt helyreállították, és továbbra is nyitva állt a nagyközönség számára. Néhány szobát átalakították kávézóvá és nyilvános illemhelyiségekké. A házat lefoglalták a második világháború idején, mint tiszti kiképzési hely. A kerteket 1951-ig bezárták, eddigre az elhanyagolt ház állapota nagyon leromlott. Olyan rossz állapotban volt, hogy a teljes belső berendezést el kellett adni. Az 1970-es években, beton padlózattal látták el, hogy meg lehessen nyitni a nyilvánosság előtt az épületet.

### Az élménypark története
1973-ban a parkot John Broome vásárolta meg. A 70 években helyeztek üzembe különböző attrakciókat, amelyek közül néhány még jelenleg is látható. Az Alton Towers élményparkká fejlődése 1980-ban kezdődött a The Corkscrew (dugóhúzó) hullámvasút, a Pirate Ship (kalózhajó), és az Alpine Bob Sled (alpesi bob szán) beüzemelésével. Egy évvel később a Log Flume, majd 1984-ben a park második hullámvasútja, a Black Hole (fekete lyuk) is megnyitott. Az élménypark évről évre ezután is komoly beruházásokat valósított meg.
A parkot 1990-ben megvásárolta a The Tussauds Group. 2005-ben a Dubai International Capital (DIC) befektetői csoport megvette a The Tussauds Groupot 800 millió angol fontért, majd 2007 márciusában tovább értékesítette a Merlin Entertainmentsnek több mint 1 milliárd angol fontért. Az üzlet lebonyolítása után pár hónappal, 2007 júliusában azonban a park újra eladásra került a Nick Leslau által irányított Prestbury Investments befektetési vállalkozás részére. Az eladás mellett azonban sor került a park visszabérlésére is, így az üzemeltetés a Merlin Entertainments kezében maradt. A haszonbérleti szerződés 35 évre szól és megújítható.

## Szállítóegységek

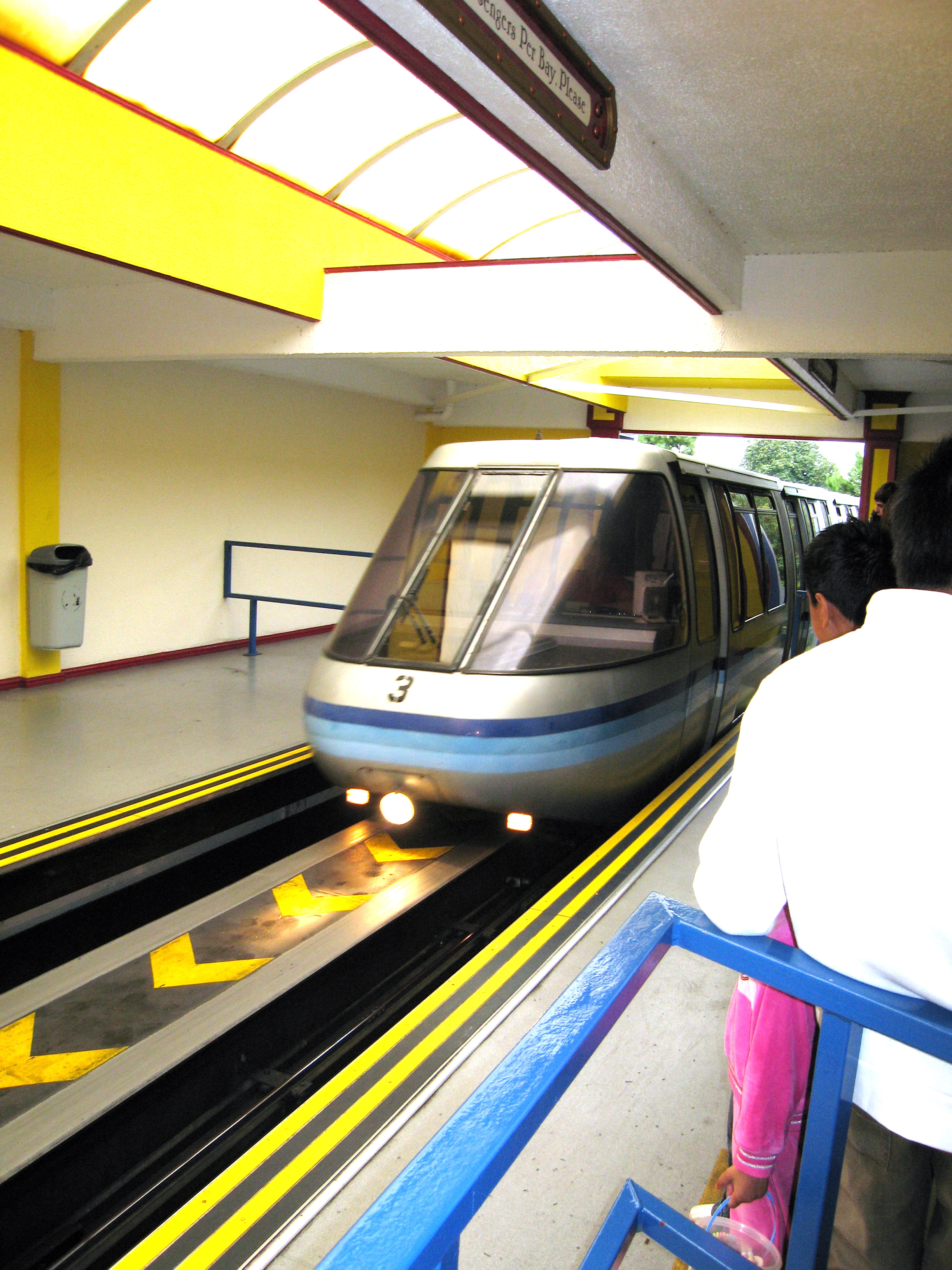
Monorail – Egysínű vasút

### Monorail – Egysínű vasút
A Von Roll egysínű vasút szállítja a látogatókat a távolabbi parkolóktól a főbejáratig és a jegy árusító bódékhoz. A vasút a Vancouverben (British Columbia tartomány) megrendezett Expo 86-ról került át 1987-ben a park Tornyok utcája (Towers Street) világába.
2008-ban a Sarner – a brit alapítású vidámpark tervező cég – kapott megbízást a kilenc egysínű vonat felújítására, ami magában foglalta a külső díszítést és az új üléseket. Minden vonatban egyedi zene szól, illeszkedve az általa bejárt világhoz.
Az vonat az Alton Towers Hotel, a Splash Landings Hotel, az Alton Towers Waterpark vízi élménypark, a golfpálya és az Alton Towers élménypark között közlekedik.

### Skyride
A Skyride egy kötélpályán közlekedő kabinos felvonó, amely a Towers Street (Tornyok utcája), a Forbidden Valley (Tiltott völgy), és a Cloud Cuckoo Land között közlekedik.
A Skyride 1987 óta működik, és az 1963-ban megépített chairliftet (ülő felvonót) váltotta le. A Forbidden Valley állomás 2007. október 28-án este kigyulladt egy halogén lámpa miatt. Az incidens miatt áramszünet keletkezett, amelynek következtében néhány vendég bent ragadt a Monorailben. Szerencsére az egyik dolgozó korán észlelte a tüzet, így az nem okozott komolyabb károkat a parkban. A Skyride 2008. április 19-én nyitott meg az állomás tetőszerkezetén végzett komolyabb felújítás végeztével. A 2008-as szezon végén az eredeti Skyride kabinokat kisebbekre és színesebbekre cserélték le.
2009. július 21-én tűz ütött ki a Cloud Cuckoo Land állomáson, ami miatt a 2009-es szezonra leállították, ám azóta ismét üzemel.

## Az élménypark világai

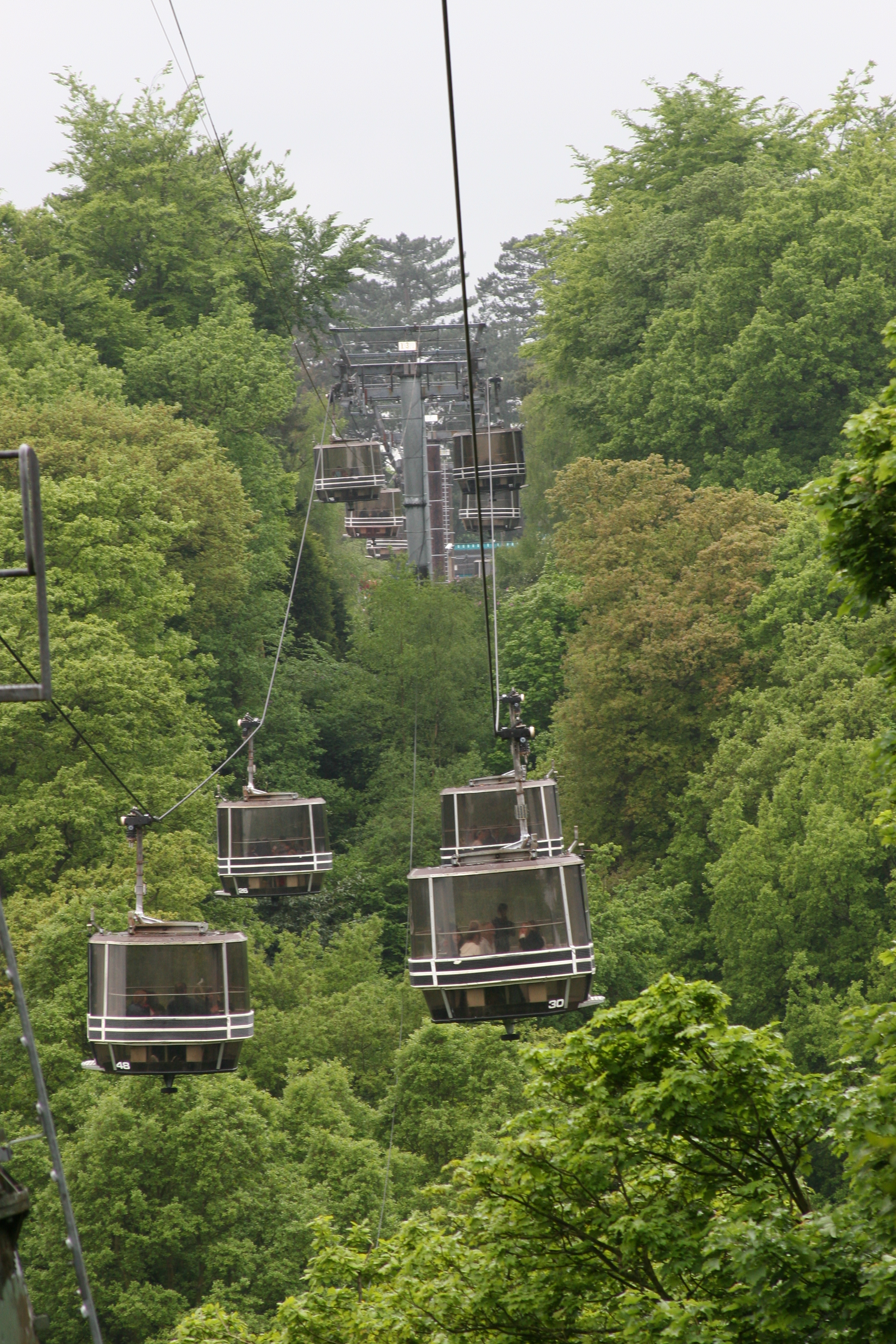
Skyride

A park számos tematikus területre ('világ') oszlik, amelyek patkó alakzatban helyezkednek el a kastély romjai és a 19. századi kertek körül. A vendégek a Skyride segítségével közlekedhetnek a világok között. Állomásai a Towers Street, a Forbidden Valley és a Cloud Cuckoo Land világokban található meg.

### Towers Street – Tornyok utcája
Az 1986-ban megnyílt Towers Street az első világ, amellyel a látogatók találkozhatnak. Kialakítása egy egyszerű városi utcáéhoz hasonlít, áthalad a kertek felé, keresztül a kastélyon egészen a távolabbi tóig. Az út mentén található a híres jumping frog fountains (ugró béka szökőkutak), és a szezonális rendezvényeknek helyt adó füves terület. Az utcán több üzlet is megtalálható, köztük a Towers Trading Co., amely a park saját szuvenírjeit kínálja. Az első Skyride állomás mellett itt található a Corner Kávézó, az éves belépőket értékesítő iroda és a vevőszolgálat is.
Közlekedés:
- Skyride (1987 – felújítva 2010-ben)
- Monorail (1987 – felújítva 2008-ban)

### Mutiny Bay – Lázadó Öböl

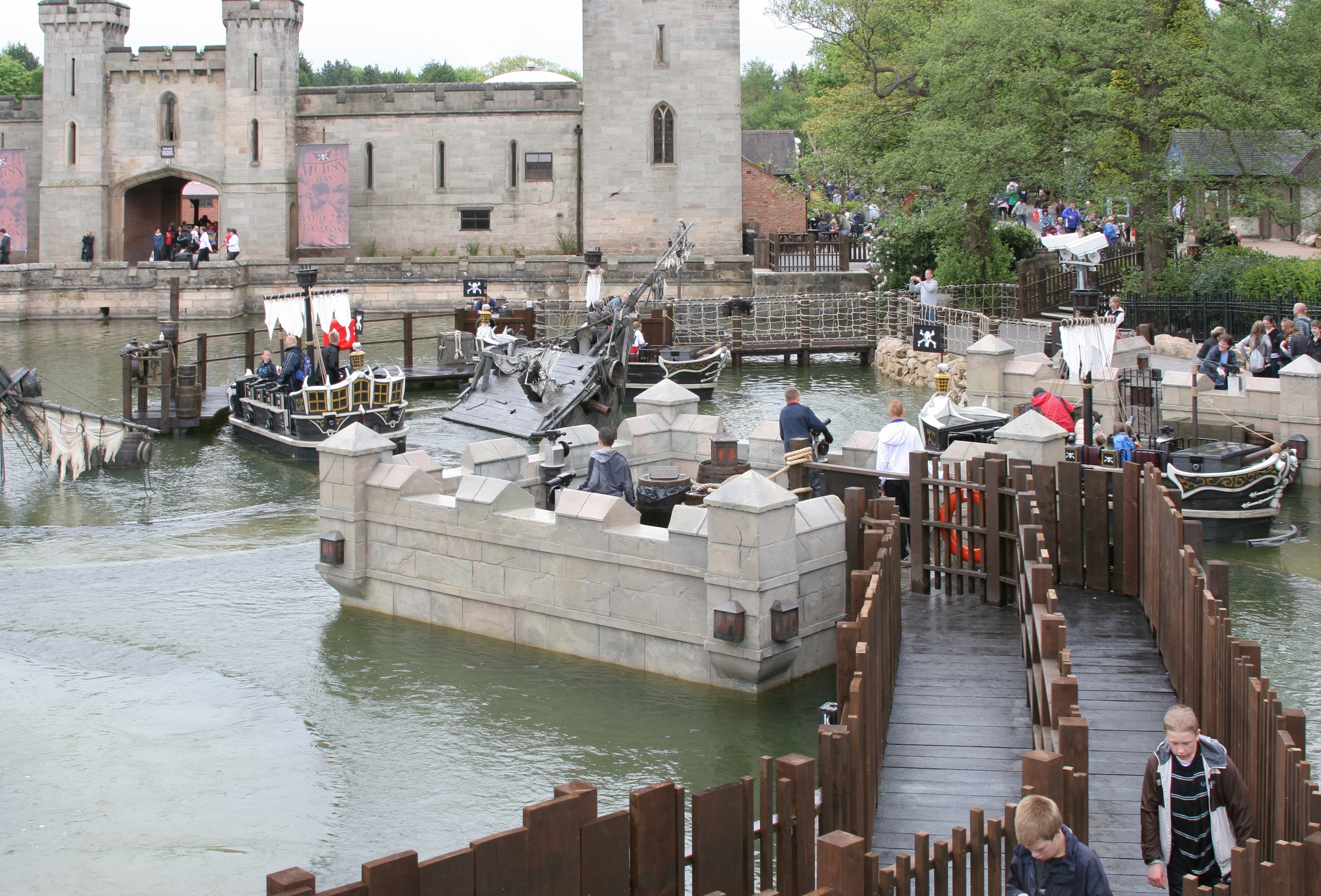
Mutiny Bay

A Mutiny Bay alkotóit a kalózok ihlették, amikor a korábbi Merrie England témát 2008-ban leváltották. Ennek a világnak az egyik legfőbb attrakciója a Battle Galleons (Galleonok csatája), amely egy nagy, interaktív "vízi, spriccelős csata", ahol a vendégek egy haladó kalózhajón küzdhetnek meg vízágyúk segítségével a szárazföldi spriccelőkkel és persze az "ellenséges" hajók vízágyúival. További attrakció a Have Ho, amely egy – nem is kicsit – ringó csónak, a Marauder's Mayhem a pörgő puskaporos hordóival (korábban pörgő teáscsészék voltak). A terület ad otthont a The Pirates of Sharkbait Reef (A cápaeledel zátony kalózai) című élő show műsornak is. A megnyitás óta kalózruhába öltözött színészek is kószálnak az "öböl" területén.
2009-ben új Sea Life centrum létesült Sharkbait Reef by Sea Life (Sea Life – Cápaeledel zátony) néven a korábbi – 2004-ben bezárt – 3D mozi helyén. A 10 méteres óceáni életet megelevenítő óriás akváriumon átvezető alagúton kívül kialakítottak egy simogató medencét is, ahol a vendégek megismerkedhetnek a különböző víz alatti fajokkal. A létesítmény az egyik legnagyobb Sea Life centrum világszerte. 2010 áprilisától élő webkamerás kapcsolatot létesítettek, így az akvárium a park honlapján keresztül is megtekinthető.
Attrakciók:
- Battle Galleons (2008, a Splash Karts helyett)
- Heave Ho (2008)
- Marauder's Mayhem (2008, átalakított Teacups)
- The Pirate of Sharkbait Reef Show (2009)
- Sharkbait Reef by SEA LIFE (2009, a 3D Mozi helyett)

### Katanga Canyon
Az 1992-ben kialakított afrikai falu érzését keltő rész a korábbi attrakciókból épült fel, így a Runaway Train Mine (elszabadult bánya vonat) hullámvasútból és a Congo River Rapids (Kongó folyó zuhatag). Mindkettő a park korai szakaszában épült, s egyes részeik alagútban futnak. A két attrakció kijáratánál található a Katanga Cargo shop, amely "ősi" törzsi témájú termékeket árusít. Kicsit kiesőbb területen található a népszerű Log Flume, ahol fatörzs alakú hajókkal sodródunk a "folyón". A Flume 2004-ben nyílt meg egy felújítás és átdizájnolás után. Nem igazán illik a Katanga Canyon stílusába de továbbra is része, bár a bejárat jelenleg a Mutiny Bay területén van.
Attrakciók:

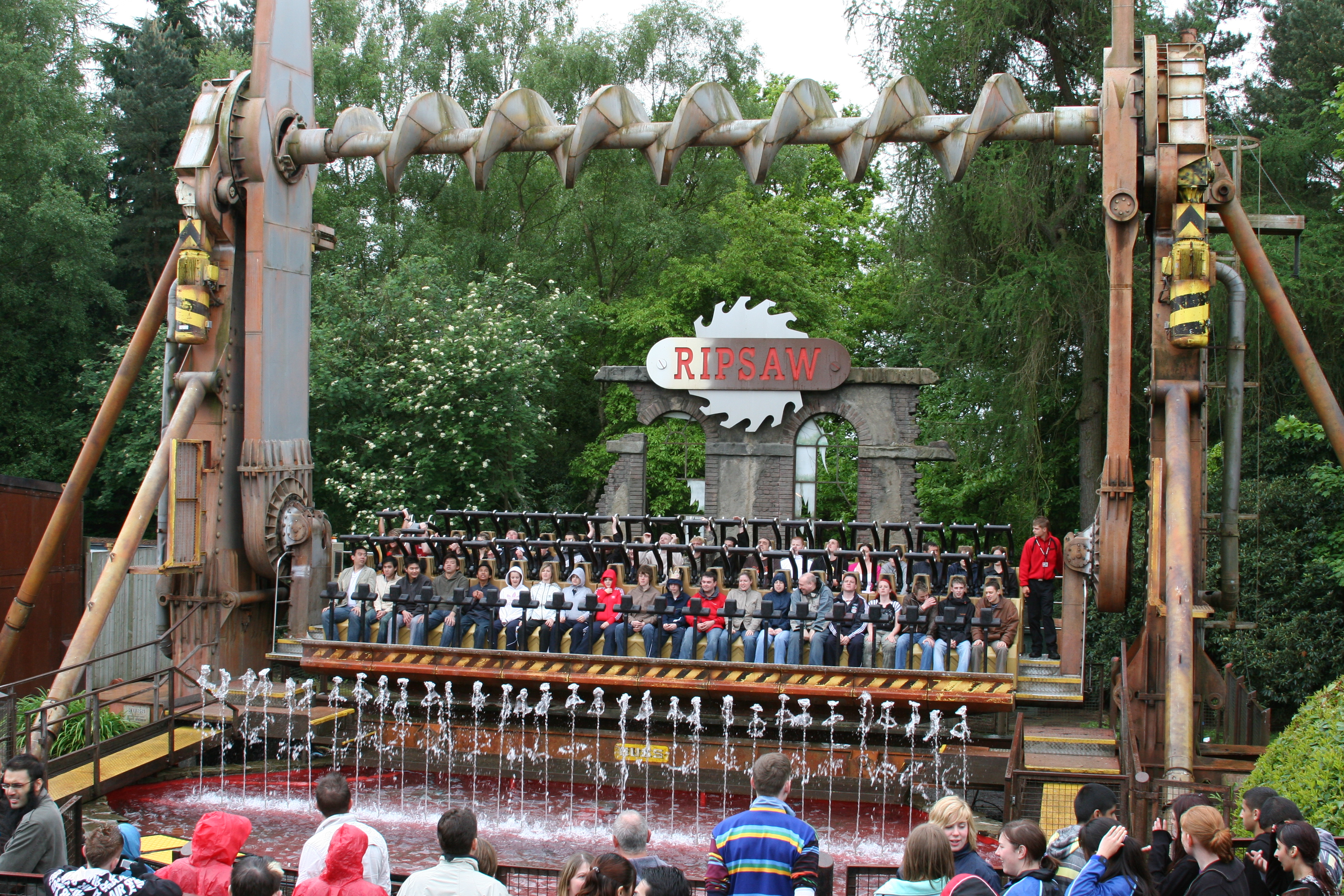
Ripsaw

- Congo River Rapids (1986; felújítva 1992-ben)
- Runaway Mine Train (1992)
- The Flume Unplugged (1981; felújítva 2004-ben)

### Gloomy Wood –Komor fa
A Glomy Wod egy kisebb, kísértetház témájú terület, ahol a Duel: The Haunted House Strikes Back! (Párbaj: A kísértetház visszavág) nevű, eredetileg nem interaktív, kísérteties, attrakció állt és szimplán The Haunted House (kísértetház) néven futott, ám 2003-ban korszerűsítették, "felruházták" egy lézer alapú műanyag fegyverrel a kocsikat, amellyel LED fényeket lehet lőni szanaszét a szobában, valamint deaktiválja néhány szörny sikolyait is. Minden játékos pontszáma ösztönzésképpen megjelenik a kocsiban lévő digitális kijelzőn végig az út során. 2007-ben a Haunted Hollow szabadtéri sétálós rész is kialakításra került, miután a régi vasúti síneket megkapta a park. A Mutiny Bay és a Gladdy Wood közötti útvonal mentén sírkövek és más ijesztő elemek, zajok és különleges hatások igyekeznek "megrémiszteni" a látogatókat.
Attrakciók:
- Duel: The Haunted House Strikes Back! (1992; felújítva 2003-ban)
- Haunted Hollow (2007)

### Forbidden Valley – Tiltott völgy

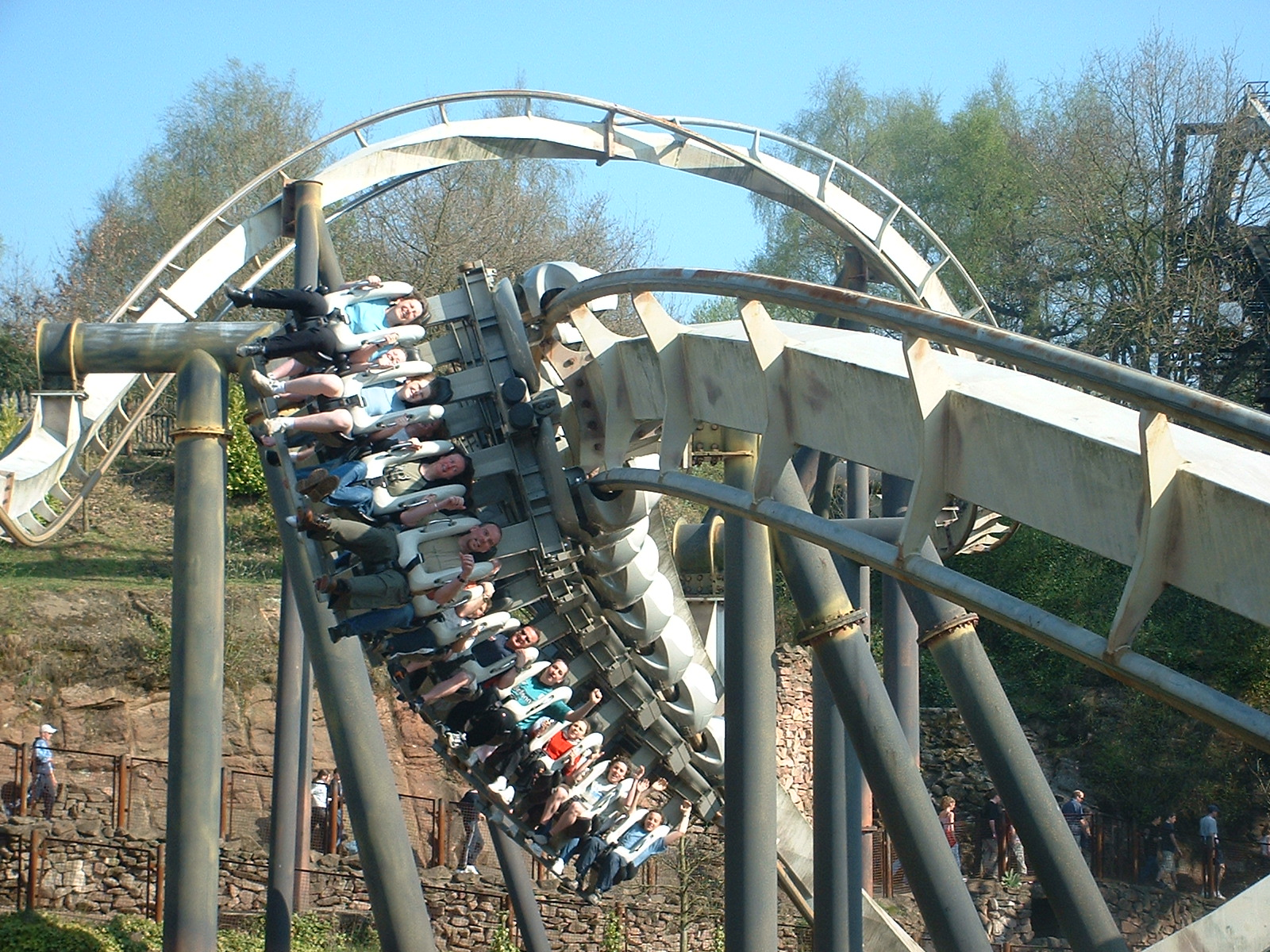
Nemesis

Ez a világ egy poszt-apokaliptikus táj képét kelti a hatalmas sziklák, a rozsdás fémdarabok és gépek szanaszét hevernek a területen mindemellett a vízesések piros színűek, hogy vér látszatát keltsék. Az egyik fő attrakció, a Nemesis, egy fordított hullámvasút, amely egy hatalmas, ősi, gonosz, idegen lényről szóló kitalált mesén alapszik. Ugyanezen a területen található a Ripsaw és a The Blade (penge). A Ripsaw a Huss által készített forgó, amely 1997-ben nyílt meg. A mese folytatásaként, az idegen lény az odújából egy darab repeszt dobott, s ez az "oka" a Ripsaw-ban átélteknek. A Blade egy korábbi szintén Huss által készített kalózhajó, amely egy ingó pengére hasonlít. A völgy végén kialakítottak egy "oázist", ahol nyugodtabb színek és növények várják a vendégeket na meg persze egy látványos utazás világ első "repülő hullámvasútján", amelyet Air (levegő) névre kereszteltek s a B&M cég nevéhez fűződik. Skyride állomás is található a park ezen a területén.
Attrakciók:
- Air hullámvasút (2002)
- A Blade (1980, átköltöztették 1997-ben a Fantasy Worldből, mielőtt azt X-Sectornak nevezték volna át)
- Lava Lump (mászófal)
- Nemesis hullámvasút (1994)
- Ripsaw (1997)
- Skyride (1987, felújítva 2009-ben, átépítették a 2010-es szezonban.)

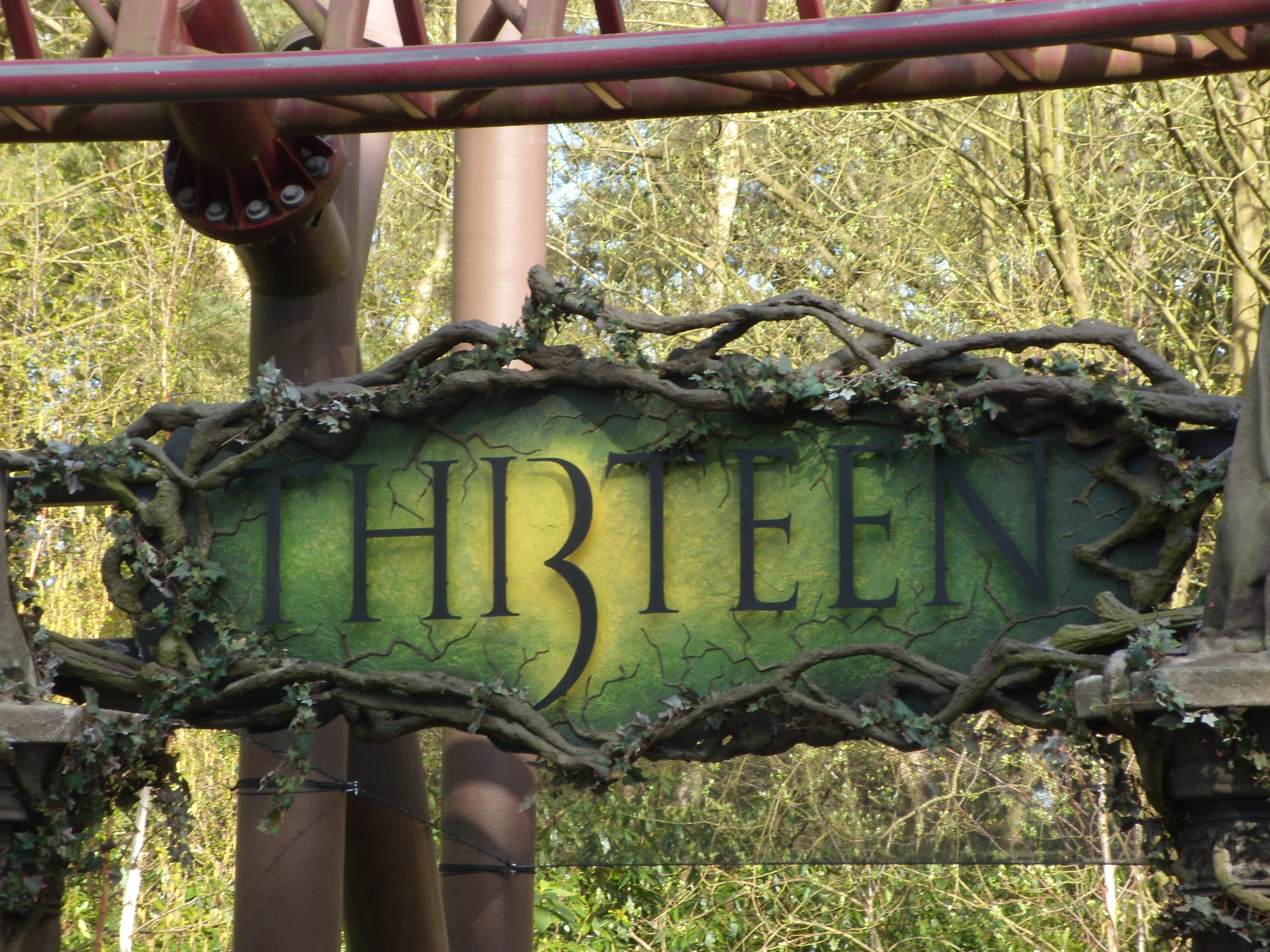

- The Edge (játékterem)

### Dark Forest – Sötét erdő
A Dark Forest 2010. március 20-án nyitotta meg kapuit, lecserélve ezzel az 1999-ben megépített Ug Land világot. A park első nagyobb hullámvasútja, a Corkscrew (Dugóhúzó), közel harminc évig szolgálta a látogatókat, de 2010-től már a Thirteen (Tizenhárom) lépett a helyébe, amely egy több millió angol fontos projekt eredmény, amelynek során felépítették a világ első vízszintesen szabadeséssel zuhanó hullámvasútját.
A 2010-es szezon új attrakciója, a Thirteen (vagy TH13TEEN) már 2009 év végén leleplezésre került, egy a területen folyó nagyszabású projektet bemutató intenzív reklámkampány zárásaként. A kivitelezés során, a hullámvasutat Secret Weapon 6 (6. titkos fegyver), vagy SW6 néven emlegették. A Thirteen megnyitásával a környező vidéket átdizájnolták egy kísértetjárta kripta képzeletét keltve. A Dark Forest egyéb standjai, shopjai is felújításra kerültek. Az Itamin AG által épített, 2005-ben átadott Rita is megújult külsőt öltött, az új állomás és a hullámvasút is úgy néz ki, mintha "elnyelte" volna természetfeletti erdő.7
Attrakciók:
- Thirteen (2010)
- Rita (2005, átdizájnolva 2010-ben)

### Cloud Cuckoo Land – Fellegi kakukk földje
Cloud Cuckoo Land kialakításának célja a fiatalabb közönség megnyerése volt, így témáját a világos színű, nagyméretű virágok és gombák jellemzik, mintha egy fantázia kertben lennénk. Az attrakciók között találjuk az ugrálóvárnak is helyet adó Wobble World beltéri játszóteret, a Cuckoo Theatre-t ('Kakukk színházat'), és a Twirling Toadstool (mérges gomba) nevű lánchintát. További, a kisgyerekek körében népszerű attrakció is helyt kapott, így a Frog Hopper (Béka ugráló), a Galloper's Carousel (vágtázó lovas körhintája) és a Charlie and the Chocolate: The Ride (Charlie és a csokigyár: A forgó) Roald Dahl regénye alapján. A The Peugeot 207 Driving School (Peugeot 207 autósiskola) lehetőséget ad a gyerekeknek, hogy saját miniatűr kocsit vezessenek egy brit szabályok szerint kialakított úthálózaton.8
A Skyride 2009-es tűzesete ezen az állomásán történt. 2010-ben már egy új, fényesebben pompázó állomásépület várja a látogatókat.
Attrakciók:
- Charlie and the Chocolate Factory: The Ride (2006, Toyland Tours helyett)
- Frog Hopper (1999)
- Galloper's Carousel (1991; felújítva 2009-ben)
- Peugeot 207 Driving School (2006)
- Wobble World beltéri játszótér (2009)
- Twirling Toadstool (2009 eredetileg az Ug Land-ben volt)
- Cuckoo Theatre: The Wonderful World of Cloud Cuckoo Land (2009)

### X-Sector

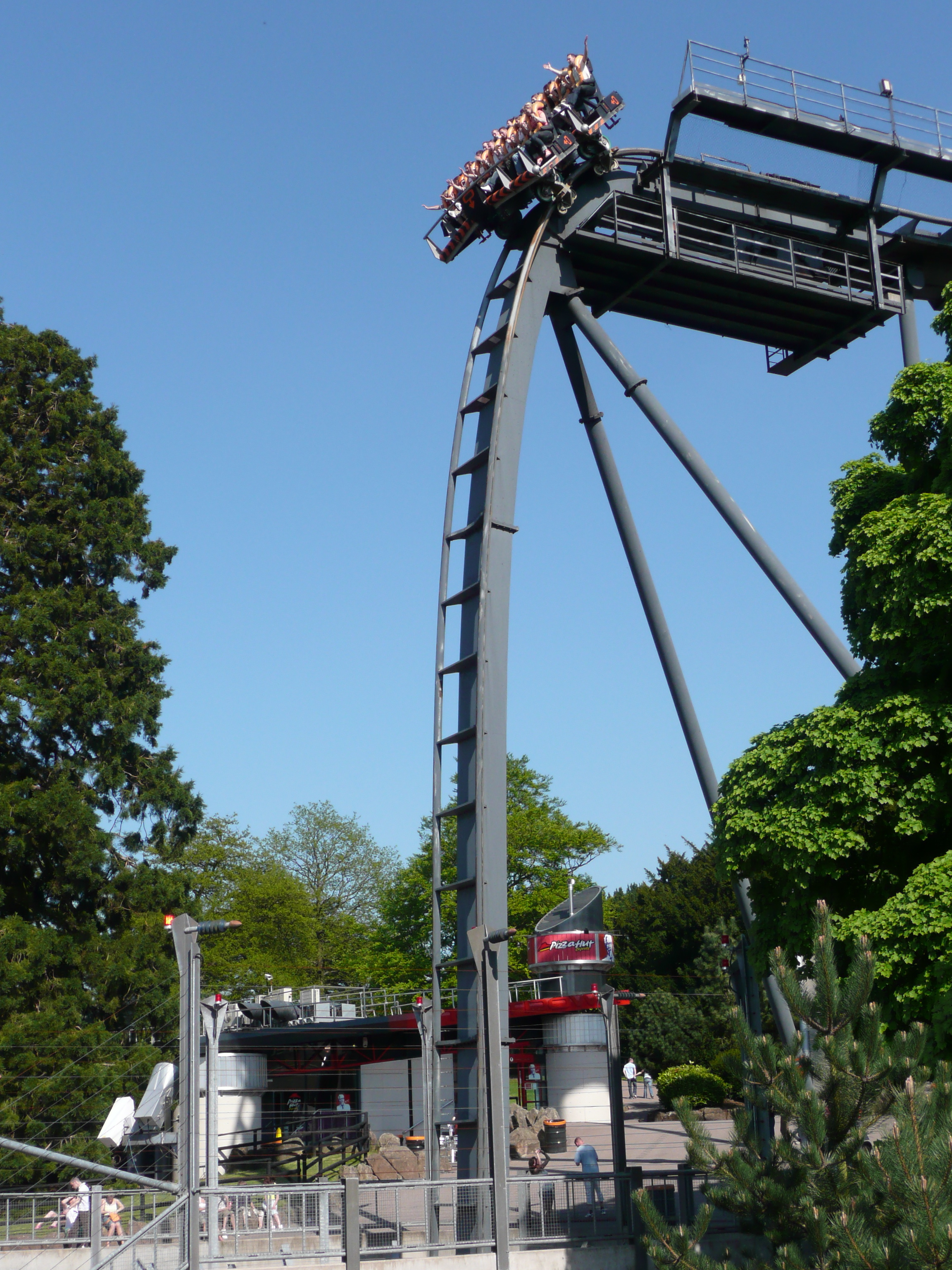
Oblivion hullámvasút

Az X-szektor azt a látszatot kelti, mintha egy vészjósló, futurisztikus kormányzati létesítményben járnánk. Itt lehet felülni az Oblivion hullámvasútra, amely a világ első függőlegesen zuhanó hullámvasútja (88,8°). Az extra széles hullámvasút kocsikat 3 másodpercig tartják a torony tetején, mielőtt célba zuhanna lefelé egy óriás lyukba. A beérkezéskor köd és a szirénák hangja színesíti az élményt. Ezután egy koromsötét alagútban találjuk magunk, majd újra felbukkanunk és egy erős dőlésszögű kanyar után érkezünk vissza az állomásra.
Két borzongató attrakció is megtalálható a szektorban A Submission, amelyet 2001-ben adtak át, illetve az Enterprise, amely már 1984 óta a parkban van, bár eredetileg a Festival Park területén állt. Az egykori Black Hole (2005-ben zárt be) óriás kék sátra, még mindig az X-Sector egyik sarkában fekszik, valamint itt található még egy játékterem, az Oblivion ajándékbolt és a Meltdown (olvadás) étterem is. A szektort korábban elhanyagolták s így kissé lerobbanttá vált bizonyos részeken. 2009 júliusában egy tomboló vihar miatt a járó felületek megsüllyedtek és további komolyabb sérülések is keletkeztek ezen a részen, amely ahhoz vezetett, hogy komolyabb javítási munkálatokat végeztek és a kinézetet illetően is megújították a térséget.
Attrakciók:
- Enterprise (1984)
- Oblivion (1998)
- Submission (2001)

### Adventure Land – Kalandok földje
Az Adventure Land az 5-11 éves korúaknak kedveskedik, hisz főleg mászókák, csúszdák, hinták és hasonló játékok egyvelege. A fő attrakciója a Sonic Spinball hullámvasút, amely a népszerű Sonic the Hedgehog SEGA videójátékon alapszik. További attrakció a Beastie, gyermek hullámvasút és a Space Adventures játszótér.
Attrakciók:
- The Beastie (1983)
- Sonic Spinball (2004, átdizájnolva 2010-ben)

### Storybook Land – Mesekönyvek földje
Ez a világ a legkisebb és mindössze egyetlen attrakciónak ad otthont, ez pedig a Squirrel Nutty Ride, ahol a vendégek körbe utazhatják a területet egy makk alakú motoros autóval. 1996-ban lett kialakítva amikor is a korábbi Kiddies Kingdom világot ketté osztották a Storybook Land és az Adventure Land részekre. Ezen a részen nincsenek éttermek.
Attrakciók:
- Squirrel Nutty Ride (1996)

### Old MacDonald's Farmyard – Öreg MacDonald farm
A téma egy tradicionális mezőgazdasági farmot mintáz meg. Található itt egy kisebb állatsimogató, valamint néhány attrakció a fiatalabb látogatóknak, mint például a Doodle Doo Derby körhinta, vagy a Riverbank Eye Spy' hajós utazás. A park ezen részén álló régi csűr, a haszonállatok tartását mutatta be, ám a 2001-es száj,- és körömfájás krízis miatt 2003-ban átalakították és Berry Bish Bash névre keresztelték. Ezernyi kis habszivacs labda található itt, amelyeket lehet pakolászni, dobálni, vagy akár kilőni is. 2007-ben, egy új, tematikus játszórész nyitotta meg a kapuit a There's Something in the Dungheap (Van valami a trágyakupacban), ahol elsősorban a fiatalok részére, labirintus, játszótér és egy piknikező rész kapott helyet. A legnagyobb újdonsága egy nagy rakás trágya. Ide betérve a vendégeknek lehetősége van megtalálni a földön mászó apró rovarokat. Mindezt projektor és érzékelő szenzorok teszik lehetővé.
Attrakciók:
- Berry Bish Bash (2003)
- Doodle Doo Derby (1995)
- There's Something in the Dung Heap (2007)
- Old MacDonald's Singing Barn (1995)
- Old MacDonald's Tractor Ride (1995)
- Riverbank Eye-Spy (1999)

### Historic areas – Történelmi részek

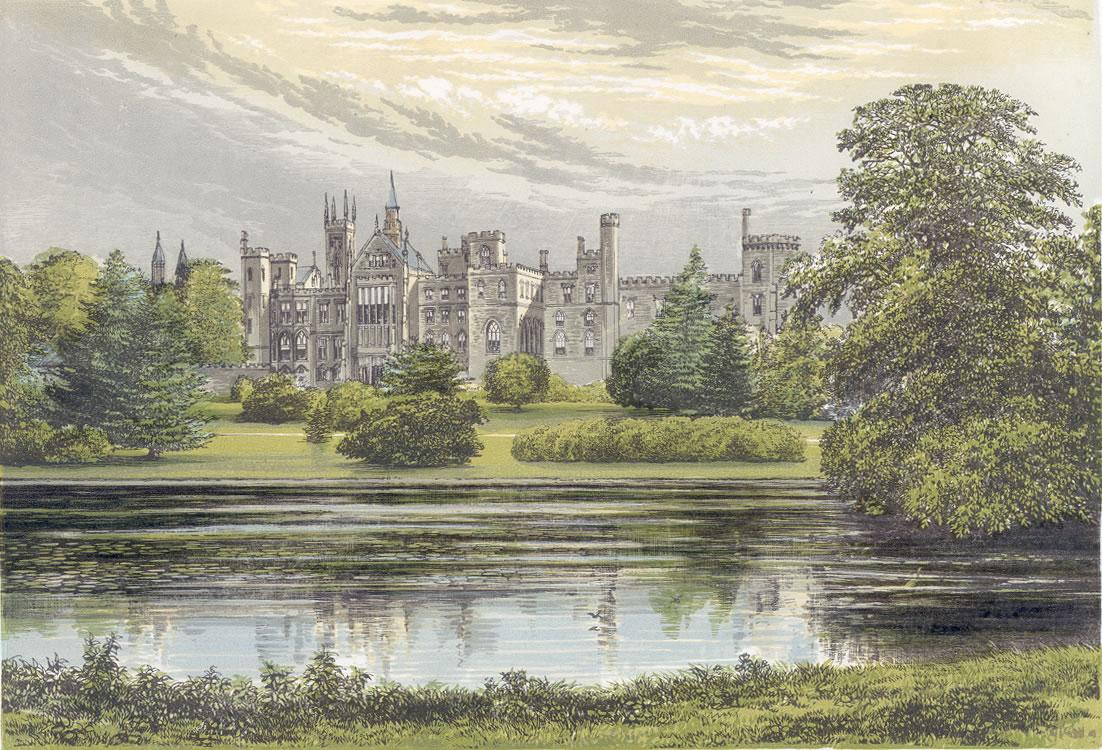
Az Alton Towers 1880-ban

#### The Gardens – A kertek
Az Alton Towers élménypark egy része az 1800-as években kialakított park, s az elhelyezett dísztárgyak, mint a The Swiss Cottage, a miniatűr Stonehenge, a holland kert, a Pagoda szökőkút, Lysicrates emlékmű, a boltíves (eredetileg aranyozott) üvegházak, és a meglehetősen nagy Matterhorn. A kert bejáratához közel található a kert kialakítását elkezdő XV. gróf síremléke egy márvány mellszobrával, amelyen ez a felirat áll: "He made the desert smile".
Látnivalók a kertben:
- Chinese Pagoda Fountain
- The Swiss Cottage
- Miniature "Stonehenge"
- A Greek Choragic Monument
- Orangeries (pálmaházak)

#### The Towers – A tornyok
A park nevét is adó tornyok romjait a halloween időszak alatt a The Terror of the Towers (A tornyok terrorja) néven is emlegetik a megkövesedett labirintusa miatt. 2000-ben egy új attrakciót is átadtak, a Hex – The Legend of the Towers (Hex – a tornyok legendája) a tornyok mélyén, a romok között, egy kísérteties élményben lehet részünk a titokzatos ókori pincében. A történet alapja Staffordshire egyik legnagyobb legendája, a kísérteties láncolt tölgyfáról.
Jelenleg egy 1,1 millió angol fontos projekt zajlik a legrégibb házrész helyreállítására. Jelenleg nem ismert, hogy a felújított részt mire is fogják használni.
Látnivalók a tornyok körül:
- Hex – A Legend of the torony (2000)
- A Banquetting Hall (bankett csarnok)
- The Chapel (kápolna)
- Conservatories (konzervatóriumok)

## A jövő
A park legutóbbi nyilatkozata szerint, egy harmadik szálloda épül majd az elkövetkező években. A parkkal kapcsolatban egy másik bejárat ötlete merült fel a Forbidden Valley, vagy a Gloomy Wood közelében, vagy a jelenlegi bejárat lecserélése.

## Fordítás
Ez a szócikk részben vagy egészben  az   Alton Towers című angol Wikipédia-szócikk ezen változatának fordításán alapul.  Az eredeti cikk szerkesztőit annak laptörténete sorolja fel. Ez a jelzés csupán a megfogalmazás eredetét és a szerzői jogokat jelzi, nem szolgál a cikkben szereplő információk forrásmegjelöléseként.